# Bartolomeu de Gusmão
Bartolomeu Lourenço de Gusmão (prosinec 1685 – 18. listopadu 1724) byl portugalský římskokatolický kněz, přírodovědec a průkopník letectví. Jako jeden z prvních vědců pochopil principy fungování horkovzdušného balonu a sestrojil jeho funkční prototyp. Je také jednou z hlavních postav románu Baltasar a Blimunda od nositele Nobelovy ceny Josého Saramagy.

## Život
Narodil se ve městě Santos, které tehdy bylo součástí portugalské kolonie Brazílie.
V mládí nastoupil do noviciátu do Tovaryšstva Ježíšova v Bahii. V roce 1701 z řádu vystoupil. Odešel do Lisabonu a svá studia dokončil na univerzitě v Coimbře, kde se věnoval především filologii a matematice, ale titul doktora získal z kanonického práva (související s teologií). Měl dokonalou paměť a skvěle ovládal jazyky.
V roce 1709 předvedl králi Janu V. Portugalskému svůj vynález vzducholodi. Veřejná zkouška stroje, která byla stanovena na 24. června 1709, se neuskutečnila.
Dne 8. srpna 1709 v Lisabonu vypustil pomocí hořícího plamene do vzduchu malý horkovzdušný balón. Král ho za tento vynález jmenoval kanovníkem. V roce 1722 byl jmenován dvorním kaplanem. Věnoval se i dalším vynálezům. Stále ale převládala jeho záliba ve vzducholodích.
Jeho vynálezy zastavila až jeho nečekaná smrt 18. listopadu 1724 v Toledu ve Španělsku.

## V kultuře
- V roce 1936 po něm bylo pojmenováno letiště Bartolomeu de Gusmão Airport.[5]
- Je jednou z hlavních postav románu José Saramaga Baltazar a Blimunda, který poprvé vyšel v Československu v roce 1989, a to ve slovenštině pod názvem Povesť o kláštore, jenž vychází z portugalského názvu románu Memorial do Convento vydaném v roce 1984. [6]